# Süleyman Demirel
Sami Gündoğdu Süleyman Demirel, más conocido como Süleyman Demirel (Atabey, Isparta, 1 de noviembre de 1924-Ankara, 17 de junio de 2015), fue un político turco. Llegó a ser primer ministro —siete veces entre 1965 y 1993— y presidente de Turquía (1993-2000), el noveno del país. Cuando ganó las elecciones generales de 1965 en Turquía, se convirtió en el segundo líder elegido democráticamente en la historia turca.
Habiendo sido electo como potencial primer ministro por Adnan Menderes, Demirel fue elegido como líder del Partido de la Justicia en 1964 y organizó la caída de İsmet İnönü en 1965, pese de no tratarse de un miembro del parlamento en ese tiempo. Apoyó al gobierno de Suat Hayri Ürgüplü hasta que su partido se hizo con la mayoría parlamentaria en las elecciones generales de 1965. Con ello formó su primer gobierno reemplazando al proscrito Partido Demócrata, y fue reelecto como primer ministro en 1969 tras ganar la mayoría parlamentaria por segunda vez. A pesar de que sus reformas controlaron el problema de la inflación, renunció al cargo de primer ministro luego de que el presupuesto fuera bloqueado por el parlamento, pero poco tiempo después consiguió formar un tercer gobierno. Esta vez su mandato finalizó por el golpe de Estado de 1971.
Demirel fue líder de la oposición entre 1971 y 1975 antes de formar una alianza de cuatro partidos para formar gobierno, conocido como Primer Frente Nacionalista, que colapsó 1977. Junto con otros partidos, formó un gabinete con una alianza llamada Segundo Frente Nacionalista en 1977, que cayó en 1978. Siendo minoría en 1979, no logró ser electo presidente en 1980, llevando esto al golpe de Estado de 1980 que le prohibió de ejercer cargos políticos. En el referéndum de 1987, Demirel recuperó el derecho a participar activamente en política y asumió el liderazgo del Partido del Verdadero Camino. Ganó en las elecciones generales de 1991 y formó una coalición con el Partido Socialdemócrata Populista (SHP), asumiendo así su quinto y último mandato como primer ministro. Luego del repentino fallecimiento de Turgut Özal, Demirel se presentó en las elecciones presidenciales de 1993, convirtiéndose así en el presidente de Turquía hasta 2000. Con 10 años y 5 meses, el tiempo de Demirel como primer ministro es el más largo de la historia turca, luego de İsmet İnönü y Recep Tayyip Erdoğan.

## Biografía
Demirel nació el 1 de noviembre de 1924, en Atabey, un pueblo en la provincia de Isparta. Luego de terminar la escuela primaria en su pueblo natal, realizó los estudios secundarios en Isparta y Afyonkarahisar. Se graduó como Ingeniero civil en la Universidad Politécnica de Estambul en 1949.
Realizó estudios de posgrado en irrigación , tecnologías eléctricas y construcción de presas en Estados Unidos , primero entre 1949 y 1950, y luego entre 1954 y 1955. Durante la construcción de la presa Seyhan , Demirel trabajó como ingeniero de proyectos y en 1954 fue nombrado director del Departamento de Presas. En 1955, se desempeñó como director general de las Obras Hidráulicas del Estado (DSİ). Como tal, Demirel supervisó la construcción de varias centrales eléctricas, presas e instalaciones de irrigación. Las Becas Eisenhower seleccionaron a Süleyman Demirel en 1954 para representar a Turquía.
Tras el golpe de Estado de 1960, fue reclutado por el ejército turco para el servicio militar obligatorio. Al finalizar el servicio militar, trabajó como ingeniero independiente y representante de la empresa estadounidense Morrison Construction Company. Durante este período, también trabajó como profesor a tiempo parcial de ingeniería hidráulica en la Universidad Técnica de Oriente Medio (ODTÜ) de Ankara.

## Trayectoria
Su carrera política comenzó con su elección a la junta directiva del Partido de la Justicia. En 1964 fue elegido líder del Partido y, tras ganar las elecciones generales de 1965, se convirtió en el primer ministro más joven de la historia de Turquía, cargo que ocuparía en siete ocasiones entre 1965 y 1993.
Su primer mandato como primer ministro (1965-1971) estuvo marcado por reformas económicas y políticas, aunque terminó abruptamente tras un memorando militar en 1971 que lo obligó a dimitir.
Entre 1971 y 1980, Demirel alternó entre el liderazgo de la oposición y la formación de gobiernos de coalición, destacando las alianzas conocidas como el Primer y Segundo Frente Nacionalista, que colapsaron en medio de la inestabilidad política. En 1980, un nuevo golpe militar lo apartó del poder y le prohibió ejercer cargos políticos. Esta prohibición se levantó tras el referéndum de 1987, lo que le permitió regresar como líder del Partido del Verdadero Camino.
En 1991, volvió a ser primer ministro tras ganar las elecciones generales, formando una coalición con el Partido Socialdemócrata Populista. Demirel reconoció la distinción de los kurdos como una etnia diferente de los turcos,  reformó la ley de procedimiento penal, eliminó la prohibición de todos los nombres y abreviaturas de partidos acumulados a partir de golpes militares y ratificó los convenios internacionales sobre libertades sindicales. También se estableció el programa de seguridad social "Tarjeta Verde" y se abolió el requisito de edad para la jubilación.
En 1993, tras la muerte repentina del presidente Turgut Özal, Demirel fue elegido presidente de Turquía, cargo que ocupó hasta el año 2000. Al renunciar a la presidencia del partido, su sucesora en el liderazgo del DYP fue Tansu Çiller, la primera mujer primera ministra de Turquía.
Durante su presidencia, fue testigo y actor en el llamado “golpe posmoderno” de 1997, que forzó la salida del gobierno islamista de Necmettin Erbakan sin intervención militar directa.

## Vida posterior y muerte
Tras retirarse de la política, Demirel fue orador frecuente en Universidades de Turquía. Miembro del comité que redactó el Informe Mitchell en 2001, que investigó el conflicto israelí-palestino en medio de la Segunda Intifada y ofreció recomendaciones para reducir las tensiones.
Falleció el 17 de junio de 2015 en el hospital Güven de Ankara, donde recibía tratamiento por una infección respiratoria. Tras la ceremonia oficial en la Gran Asamblea Nacional Turca y una ceremonia religiosa en la mezquita de Kocatepe el 19 de junio de 2015, su cuerpo fue trasladado a un mausoleo en su ciudad natal de Atabey, Isparta. En 2019, el mausoleo de Süleyman Demirel se terminó de construir y abrió sus puertas al público.